# 1960年ローマオリンピックのハンガリー選手団
1960年ローマオリンピックのハンガリー選手団（1960ねんローマオリンピックのハンガリーせんしゅだん）は、1960年8月25日から9月11日にかけてイタリアの首都ローマで開催された1960年ローマオリンピックのハンガリー選手団、およびその競技結果。

## 概要
今大会は金メダル6個、銀メダル8個、銅メダル7個の合計21個のメダルを獲得した。

## メダル
| メダル | 選手名                           | 競技 | 種目           |
| ------ | -------------------------------- | ---- | -------------- |
| 銀     | ジュラ・ジボツキー               | 陸上 | 男子ハンマー投 |
| 銅     | イシュトバーン・ロージャヴェルギ | 陸上 | 男子1500m      |
| 銅     | ジェルジ・クルチャール           | 陸上 | 男子やり投     |